# دون بيري (إحصائي)
دون بيري (بالإنجليزية: Don Berry)‏ هو إحصائي أمريكي، ولد في 1927.